# Idister gestroi
Idister gestroi är en skalbaggsart som beskrevs av Lewis 1892. Idister gestroi ingår i släktet Idister och familjen stumpbaggar. Inga underarter finns listade i Catalogue of Life.